# (1080) Orchis
(1080) Orchis es un asteroide perteneciente al cinturón de asteroides descubierto el 30 de agosto de 1927 por Karl Wilhelm Reinmuth desde el observatorio de Heidelberg-Königstuhl, Alemania.

## Designación y nombre
Orchis se designó al principio como 1927 QB.
Posteriormente fue nombrado por las orquídeas, una planta de la familia de las orquidáceas.

## Características orbitales
Orchis orbita a una distancia media del Sol de 2,42 ua, pudiendo alejarse hasta 3,044 ua y acercarse hasta 1,796 ua. Su inclinación orbital es 4,586° y la excentricidad 0,2579. Emplea en completar una órbita alrededor del Sol 1375 días.